# University of Sierra Leone
Die University of Sierra Leone (deutsch Universität von Sierra Leone) ist eine von zwei staatlichen Universitäten in der Republik Sierra Leone. Sie gilt als älteste Universität Schwarzafrikas und liegt heute auf einem Hügel am Rande der Hauptstadt Freetown.

## Geschichte

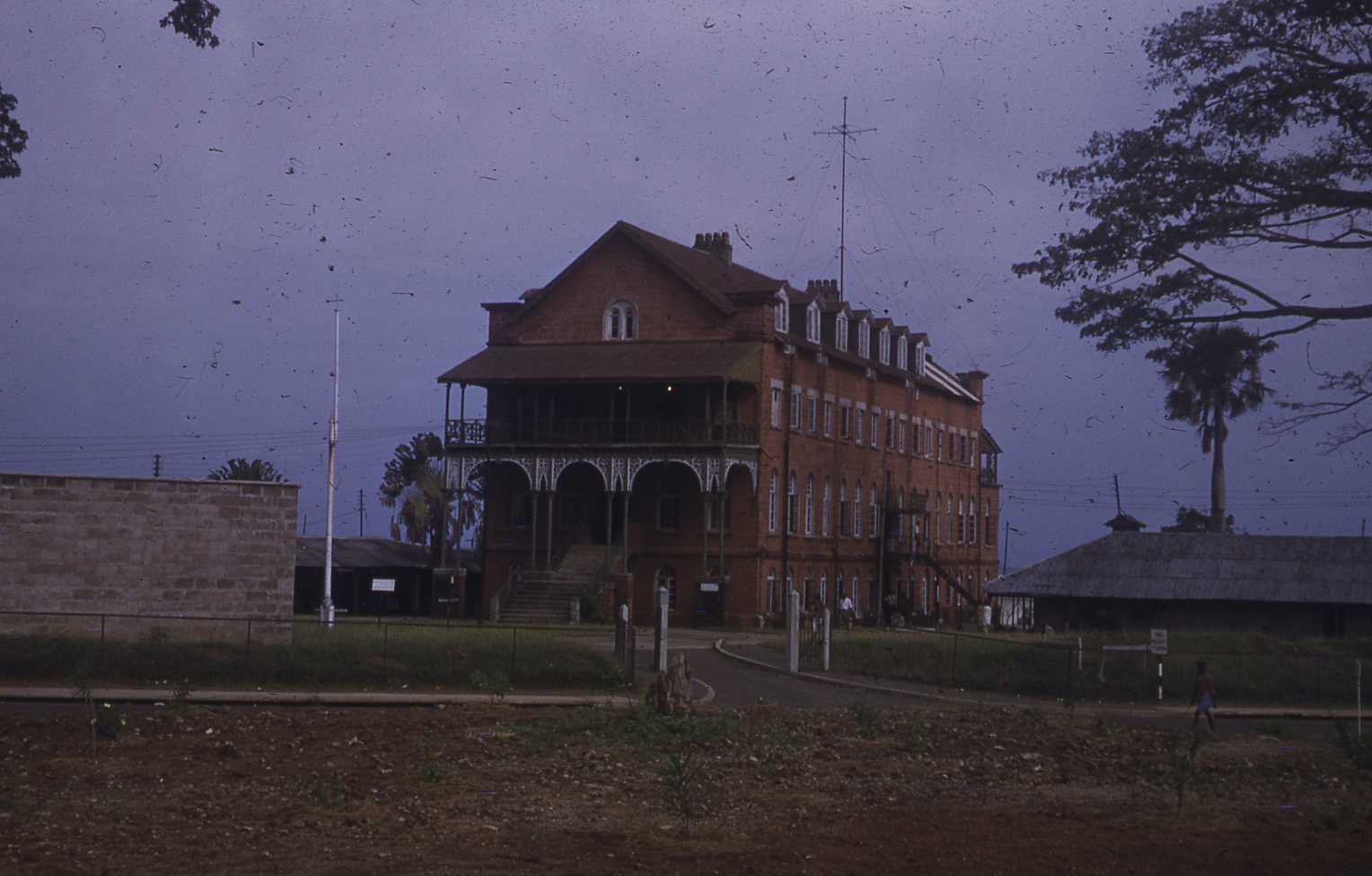
Originalgebäude des Fourah Bay College vor dem Bürgerkrieg

Die Universität von Sierra Leone wurde 1827 als anglikanische Missionsschule unter dem Namen Fourah Bay College (FBC) gegründet. Sehr schnell wurde die Einrichtung zur beliebtesten und besten des afrikanischen Kontinents. Hierdurch erlangte Freetown auch seinen heimlichen Titel als „Athen Westafrikas“. Insbesondere die Fakultäten für Theologie und Bildung waren auf höchstem Niveau.
1972 wurden die beiden unabhängigen Colleges Fourah Bay und Njala unter dem Dach der Universität von Sierra Leone vereinigt. Seit Mai 2005 bestehen unabhängig voneinander jedoch wieder die Njala University (NU) sowie die University of Sierra Leone (USL). 
Die USL untergliedert sich in 
- das Fourah Bay College (FBC; gegründet 1827),
- College of Medicine and Allied Health Sciences (COMAHS; gegründet 1988),
- Institute of Public Administration and Management (IPAM; gegründet 1980) und die
- School of Postgraduate Studies.

Während des Bürgerkrieges von 1991 bis 2002 wurden zahlreiche Einrichtungen der Universität zerstört oder geplündert. 
Aufgrund der Ebolafieber-Epidemie 2014 wurde die Universität mehrere Monate (Stand März 2015) geschlossen.

## Leitung
Kanzler der Universität ist traditionell immer der amtierende Präsident von Sierra Leone, seit 2007 Ernest Koroma. Administrativ und akademisch geleitet wird die Universität jedoch vom Vize-Kanzler, welcher gleichzeitig Rektor ist, Aiah A. Gbakima.

## Campus & Studentenleben
Der historische Campus des Fourah Bay College befindet sich im Zentrum von Freetown. Das aus der Kolonialzeit stammende, eindrucksvolle Hauptgebäude wurde im Bürgerkrieg fast komplett zerstört. Mit internationaler Hilfe soll es wieder aufgebaut und als Museum eingerichtet werden.
Der heutige Hauptcampus der USL und des Fourah Bay Colleges befindet sich am Rande von Freetown auf einem kleinen Hügel (Mount Aureol). Seit Ende des Bürgerkrieges wurde vor allem mit internationaler Hilfe aus Skandinavien zahlreiche Gebäude und Einrichtungen saniert bzw. renoviert.
Zum Campus gehören:
- Studentenunterkünfte, die teilweise noch in sehr schlechtem Zustand sind
- Bibliothek mit mehr als 100.000 Buchbänden und 55.000 Journalen
- Studentenclubs und Sporteinrichtungen
- Einrichtung zur medizinischen Grundversorgung
- Kirche

## Studium

### Fakultäten
- Fourah Bay College (FBC)
  - Faculty of Arts
  - Faculty of Engineering & Architecture
  - Faculty of Pure and Applied Sciences
  - Faculty of Social Sciences and Law

- College of Medicine and Allied Health Sciences (COMAHS)
  - Faculty of Pharmaceutical Sciences
  - Faculty of Clinical Sciences
  - Faculty of Basic Medical Sciences
  - Faculty of Nursing

- The Institute of Public Administration & Management (IPAM)
  - Department of Applied Accounting
  - Department of Business Administration
  - Department of Financial Services
  - Department of Public Administration
  - Department of Information Systems

### Abschlüsse & Studiendauer
- Zertifikat: 2 Semester
- Diplom: 4 Semester
- Bachelor: 8 bzw. 10 Semester
- Graduierten-Diplom: 2 Semester
- Master: 4 Semester (Ausnahme bildet der Master in Education, der 2 Semester dauert)
- Doktorgrad (PhD): 6–8 Semester

## Bekannte Alumni
- Kojo Botsio (1916–2001), Politiker und Diplomat
- Samuel Ajayi Crowther (1809–1891), Missionar, Bischof und Linguist
- Ogunlade Davidson, Klimatologe
- John Karefa-Smart (1915–2010), Politiker, Arzt und Hochschullehrer
- Joseph Ephraim Casely Hayford (1866–1930), Politiker und Schriftsteller
- Bockari Kortu Stevens (* 1950), Diplomat
- Eugenia Kargbo (* 1987), Hitzebeauftrage

## Weiterführende Informationen
- American University Student Organization for African Studies (Hrsg.): The Athens of West Africa, Dokumentarfilm, April 2013